# 土井重吉

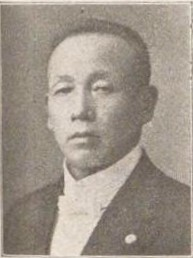
土井重吉

土井 重吉（どい じゅうきち、1853年5月11日（嘉永6年4月4日） - 1936年（昭和11年）4月10日）は、日本の政治家。衆議院議員（1期）。

## 経歴
山口県出身。漢学と商学を学ぶ。製紙業を営み、下関商業会議所副会頭、となる。馬関商業銀行頭取、関門汽船、下関水産各(株)社長、下関倉庫、長門軽便鉄道各(株)取締役、恩賜財団済生会会員となる。また、下関市会議員、同参事会員、山口県会議員、下関市徴兵参事員、山口県防疫評議員を務める。
1912年の第11回衆議院議員総選挙において下関市選挙区から立憲政友会公認で立候補して当選。衆議院議員を1期務めた。1915年の第12回衆議院議員総選挙には立候補しなかった。1936年死去。